# Vázquez Sounds
Vázquez Sounds, también llamados V-Sounds como abreviación, fue un grupo musical mexicano, originario de Mexicali, Baja California. El grupo estaba conformado por: Ángela Vázquez, Gustavo Vázquez y Abelardo Vázquez Espinoza, tras subir a YouTube un vídeo con su cover de la canción «Rolling in the deep» de la cantante británica Adele con el que recibieron más de 290 millones de visitas, con lo cual fueron lanzados a la fama en diversos medios de comunicación alrededor del mundo.
En sus primeros años el grupo mexicano interpretaba canciones versionadas, con lo cual se dieron a conocer en el medio artístico. Sin embargo, a mediados del mes de agosto de 2014 informaron que esa etapa había culminado para emprender proyectos originales.
Actualmente Angie, Gus y Abe están preparando sus proyectos en solitario.

## Biografía
Ángela "Angie" (17 de enero de 2001 (24 años), Gustavo "Gus" (15 de mayo de 1998 (27 años) y Abelardo "Abe" (23 de diciembre de 1995 (29 años), son originarios de Mexicali, Baja California. Desde temprana edad crecieron en el ámbito musical: son hijos del productor musical Abelardo Vázquez, quien ha trabajado con grupos como: Reik,Ha*Ash, Nikki Clan, y Camila.
Vázquez Sounds utilizan su propio estudio en donde componen y graban su música, y está conformado por:
- Ángela Vázquez: Voz, piano y armónica

- Gustavo Vázquez: Batería, guitarra y piano
- Abelardo Vázquez: Guitarra, ukelele, batería, piano, acordeón, voz, bajo y armónica.

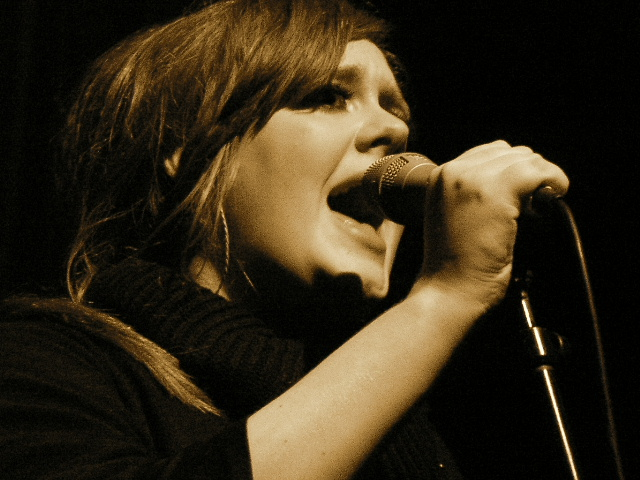
Adele, autora original de «Rolling in the Deep», una de las canciones interpretadas por los Vázquez Sounds.

## Origen
Desde tres años atrás Gustavo y Abelardo ensayaban en el estudio de su padre e interpretaban varias canciones, posteriormente invitaron a Ángela y decidieron interpretar «Rolling in the Deep» de Adele, Abelardo decidió grabar un video, junto con su padre que le ayudó para algunas tomas, lo editó, y en una semana lo subió a YouTube y hasta la fecha ha tenido más de 240 millones de visitas.
El tema nació gracias a distintas razones: Por ser uno de los éxitos del momento, porque en la canción se utilizan instrumentos musicales que Gustavo y Abelardo dominan y la voz era adecuada para que Ángela sobresaliera, y por último por ser un tema en inglés, ya que es un idioma global que prácticamente se habla en casi todo el mundo, lo que facilita su globalización. Han mencionado que el tema lo grabaron por diversión, como un pasatiempo, sin esperar el impacto obtenido.

## Fenómeno de internet
El video fue subido a YouTube por Abelardo el 10 de noviembre de 2011, y recibió más de catorce millones de visitas en apenas un mes a nivel mundial, convirtiéndose en una sensación en Internet en pocas horas, y obteniendo gran cantidad de suscriptores en su canal. De igual manera, fueron lo más comentado en distintas redes sociales como Facebook y en Twitter, en dónde se convirtieron en trending topic en México.
Actualmente su versión de "Rolling in the deep" es la versión más visto en todos los tiempos a nivel mundial.
Fue tanto el recibimiento que ganaron tiempo en el aire en programas y noticieros en la televisión de varios países a pocos días de lanzar el video como en Telecinco (España), la BBC (Reino Unido), Milenio (México), en el programa Good Morning America de la ABC (Estados Unidos). Asimismo han concedido entrevistas en la CNN, al programa Primer impacto de Univisión y en diversos programas locales en Mexicali, y nacionales como Sabadazo por Omar Chaparro y Las noticias por Adela por Adela Micha de Televisa, Hechos AM por Jorge Zarza y Ventaneando en TV Azteca.
Una de las primeras personalidades de la música en llamarlos fue Tommy Mottola, así como otros sellos internacionales europeos, aunque ellos optaron por continuar con sus estudios.
El 13 de diciembre de 2011, su versión Rolling in the Deep Fue lanzado a la tienda digital iTunes, lo cual, en instantes se convirtió en el primer lugar de la lista de iTunes, haciendo que fueran cada vez un éxito. Además recibieron la certificación de platino por parte de la AMPROFON. Ese mismo día, fue cuando lanzaron su segundo versión All I Want For Christmas Is You, el cual después de una semana, fue lanzado a iTunes y fue posicionado en segundo lugar seguido de Rolling in the Deep, tomando posiciones del primer y segundo lugar al mismo tiempo.
El 20 de diciembre YouTube publicó una lista de lo más visto en el año en México, en la cual ocupó la décima posición. El periódico La Crónica los nombró como el personaje del año.
La última semana de diciembre debutaron en el chart Billboard Social 50 en la posición número 17, siendo el segundo debut más alto en la historia del chart, solo detrás de Rebecca Black que alcanzó la posición 9 en su semana debut. El ranking es determinado por la actividad de los sitios YouTube, Vevo, Facebook, Twitter, MySpace y iLike.
El 19 de abril de 2012 lanzan su primer material discográfico, Vázquez Sounds, un EP con 5 canciones de contenido siendo estas sus primeros 5 singles lanzados. El álbum consiguió la posición número 4° en México.
Debido a la buena aceptación que tuvo la melodía «Gracias a ti» de la edición 2012, la fundación Teletón confirmó que por segundo año los hermanos Abelardo, Gustavo y Ángela, conocidos como Vázquez Sounds, presten sus voces para el himno de este año.
Vázquez Sounds aparecieron en publicidad de internet y en la televisión gracias a la invitación de la compañía Coppel la cual, el grupo fue invitado para crear un video publicitario de alguna canción para el regreso a clases, en este caso, I Love Rock 'N Roll y en el año 2014 "Best Day of My Life", y así, comercializarlo en distintas fuentes de publicidad.
Su nuevo álbum con temas inéditos Invencible, el cual fue lanzado oficialmente hasta el 9 de septiembre de 2014.
El 22 de julio de 2014 lanzaron su primer álbum recopilatorio en la tienda de Apple, iTunes. El cual, contiene todos los temas y vídeos realizados por los artistas en su carrera (2011 - 2014). La descarga es digital y tiene un costo de $80. y alcanzó la primera posición en Itunes México.
Una nueva campaña organizan Vázquez Sounds junto con Grupo Jumex, con quienes grabaron un comercial que se apreció en los medios de comunicación y es una versión del cantante Juan Gabriel titulado: Buenos días señor sol.
En junio del 2015, la banda mexicana confirma a través de Facebook su nueva carrera musical independiente, como en sus inicios 2011.
Angie Vázquez debutó como actriz al participar en la serie biográfica de Luis Miguel, titulada Luis Miguel. Apareció en el capítulo 8 interpretando a una joven llamada Diana Correa, la cual audiciona para la nueva disquera de Luis Rey cantando "Arena" del grupo Trigo Limpio.

## Separación
El grupo anunció el 7 de octubre del 2020 su separación de la escena musical debido a que cada uno de los integrantes tenía sus propios proyectos personales.

## Discografía

### Álbumes de estudio
| Nombre del álbum               | Detalles                                                                                                  | Observaciones                                     |
| ------------------------------ | --- | ------------------------------------------------- |
| Invencible                     | - Lanzamiento: 9 de septiembre de 2014 - Discográfica: Sony Music México - Formatos: CD, descarga digital | Álbum original, editado por Sony Music.           |
| Sweet Christmas Ukelele & Jazz | - Lanzamiento: 13 de noviembre de 2015 - Discográfica: Independiente - Formatos: CD, Descarga digital     |                                                   |
| Phoenix                        | - Lanzamiento: 15 de noviembre de 2019 - Discográfica: BeYou Entertainment - Formatos: Descarga digital   | Álbum original, promocionado en América y Europa. |

### EP
| Título         | Detalles                                                                                              | Posicionamientos | Certificaciones |
| Título         | Detalles                                                                                              | MEX              | Certificaciones |
| -------------- | --- | ---------------- | --------------- |
| Vázquez Sounds | - Lanzamiento: 19 de abril de 2012 - Discográfica: Sony Music México - Formatos: CD, descarga digital | 4                | AMPROFON: Oro   |

### Sencillos
Todos disponibles solo en descarga digital.
- 2011: «Rolling In The Deep» (de Adele)
- 2011: «All I Want for Christmas Is You» (de Mariah Carey)
- 2012: «Forget You» (de Cee Lo Green)
- 2012: «The Show» (de Lenka)
- 2012: «I Want You Back» (de The Jackson Five)
- 2012: «Let It Be» (de The Beatles)
- 2012: «Skyscraper» (de Demi Lovato)
- 2013: «Time After Time» (De Cindy Lauper)
- 2013: «Next to Me» (De Emeli Sandé)
- 2013: «Complicated» (De Avril Lavigne)
- 2014: «Te soñaré»
- 2014: «Me voy, me voy»
- 2014: «Volaré» (Exclusivo de iTunes)
- 2014: «Invencible» (Exclusivo de iTunes)
- 2014: «En mí, no en ti»
- 2015: «Riptide» (De Vance Joy)
- 2015: «Buenos Dias Señor Sol» (De Juan Gabriel)
- 2016: «Dreams»
- 2017: «Te Encontré»
- 2017: «Julio»
- 2018: «Volverte a ver»
- 2018: «Eco»
- 2019: «Phoenix»

### Álbum Invencible
- El dolor se fue
- Te Soñaré
- Invencible
- Me voy, me voy
- En mí, no en ti
- Vitamina D
- Volaré
- Cuando la noche llega
- Me haces despegar
- Tu amor me salvará

### Álbum Sweet Christmas
- Let It Snow, Let It Snow, Let It Snow
- Jingle Bells
- Have yourself a merry little christmas
- Santa Claus is coming to town
- White Christmas
- Winter Wonderland
- Silent Night
- Va a nevar
- Navidad, navidad
- Te deseo muy felices fiestas
- Santa Claus llegó a la ciudad
- Blanca navidad
- Llegó la navidad
- Noche de paz

### Álbum Phoenix
- Marea alta
- Cielo de miel
- Phoenix
- Natalia
- Volverte a ver
- Dentro de ti
- Luz de neón

### Otras Canciones
- 2012: Gracias a ti (Himno Teletón)
- 2013: I Love Rock 'N Roll (Regreso a clases con Coppel)
- 2013: Blowin' in the Wind (Fundación ONE.org)
- 2014: Best Day of My Life (Regreso a clases con Coppel 2014)
- 2015: Buenos días señor sol (Comercial Jumex)
- 2015: Almost Is Never Enough (Ariana Grande)
- 2015: Be More Barrio (Proyecto de Pull&Bear)
- 2016: Bailando (East Los High 4)

## Videografía
- 2011: Rolling In The Deep[10]
- 2011: All I Want For Christmas Is You
- 2012: Forget You[45][46]
- 2012: The Show
- 2012: I Want You Back
- 2012: Let It Be
- 2012: Skyscraper
- 2013: Time After Time
- 2013: Next To Me
- 2013: Complicated
- 2014: Te Soñaré
- 2014: Me Voy, Me Voy
- 2014: En mi, no en ti
- 2015: Riptide
- 2015: Almost is Never Enough
- 2015: Have Yourself a Merry Little Christmas
- 2016: Over and over again
- 2016: Cheap Thrills
- 2017: Te Encontré
- 2017: Julio
- 2017: Hallelujah
- 2017: Location
- 2018: Volverte a Ver
- 2018: Jolene
- 2018: Butterflies
- 2018: Shallow
- 2019: Phoenix